# Birthe Kjær
Birthe Kjaer (Aarhus, 1 de septiembre de 1948) es un cantante danesa, que comenzó su carrera a finales de 1960. Kjaer había intentado representar a Dinamarca en el Festival de Eurovisión en 1980, 1986 y 1987, antes de ser elegida en 1989 con la canción al estilo de cabaret "Vi byen Rød Maler" (Nosotros pintamos el pueblo de rojo). Con una vivaz actuación en Lausana consiguió el tercer lugar una canción de ese año. Volvió a presentarse a la final nacional danesa en 1990 y 1991. Presentó el Dansk Melodi Grand Prix en 2009.